# Order of Ennead
Order of Ennead (engl. ‚Orden der Enneade‘) ist eine US-amerikanische Death-Metal-Band mit Einflüssen aus dem Black Metal aus Tampa, Florida.

## Geschichte
Die Band wurde im Jahr 2007 von den Musikern Kevin Quirion, Steve Asheim und Scott Patrick gegründet, die zuvor bereits in der Band Council of the Fallen zusammen aktiv waren. Als zweiter Gitarrist stieß der junge John Li zur Band, ein Gitarrenschüler von Asheims Bandkollege bei Deicide, Ralph Santolla. Im Jahr 2008 erschien das selbstbetitelte Debütalbum bei dem britischen Plattenlabel Earache Records. Den Kontakt mit Earache stellte Steve Asheim her, dessen Hauptband Deicide dort zu dieser Zeit unter Vertrag stand. Auf dem Album sind in Neuaufnahme auch drei Lieder zu hören, die zuvor von Scott Patrick für Council of the Fallen geschrieben und auf einer EP veröffentlicht worden waren. Die Band entschied sich trotz der personellen und musikalisch wie textlichen Kontinuität für einen neuen Bandnamen, da sie sich davon mehr Stabilität im Bandgefüge und bessere Aussicht auf Tourneen erhoffte. Das zweite Album An Examination of Being erschien im Jahr 2010 erneut bei Earache Records.
Die Band kündigte an, live mit dem ehemaligen Cannibal-Corpse- und Deicide-Gitarristen Jack Owen aufzutreten, falls John Li aufgrund seiner College-Verpflichtungen nicht verfügbar sein sollte. Bei mindestens einem Konzert trat auch Shannon Hamm (ex-Death, ex-Control Denied) als Gastgitarrist auf.
Ihre ersten Liveauftritte hatte die Band im September 2008 als Vorgruppe von Deicide auf insgesamt vier Konzerten in Florida und Italien. Im Folgejahr tourten Order of Ennead mehrfach: Im Januar zusammen mit Deicide, Vader, Samael, Devian und The Amenta unter der Bezeichnung Winterfest durch Europa, im Februar mit Deicide, Vital Remains und Adrift durch die USA. Eine weitere Europatournee unternahm die Band zusammen mit Vital Remains, Tribulation und Sludge im April. Im August 2010 spielte Order of Ennead einige US-Konzerte im Vorprogramm von Hate Eternal und Cannabis Corpse.

## Diskografie
- 2008: Order of Ennead (Earache Records)
- 2010: An Examination of Being (Earache Records)

## Stil

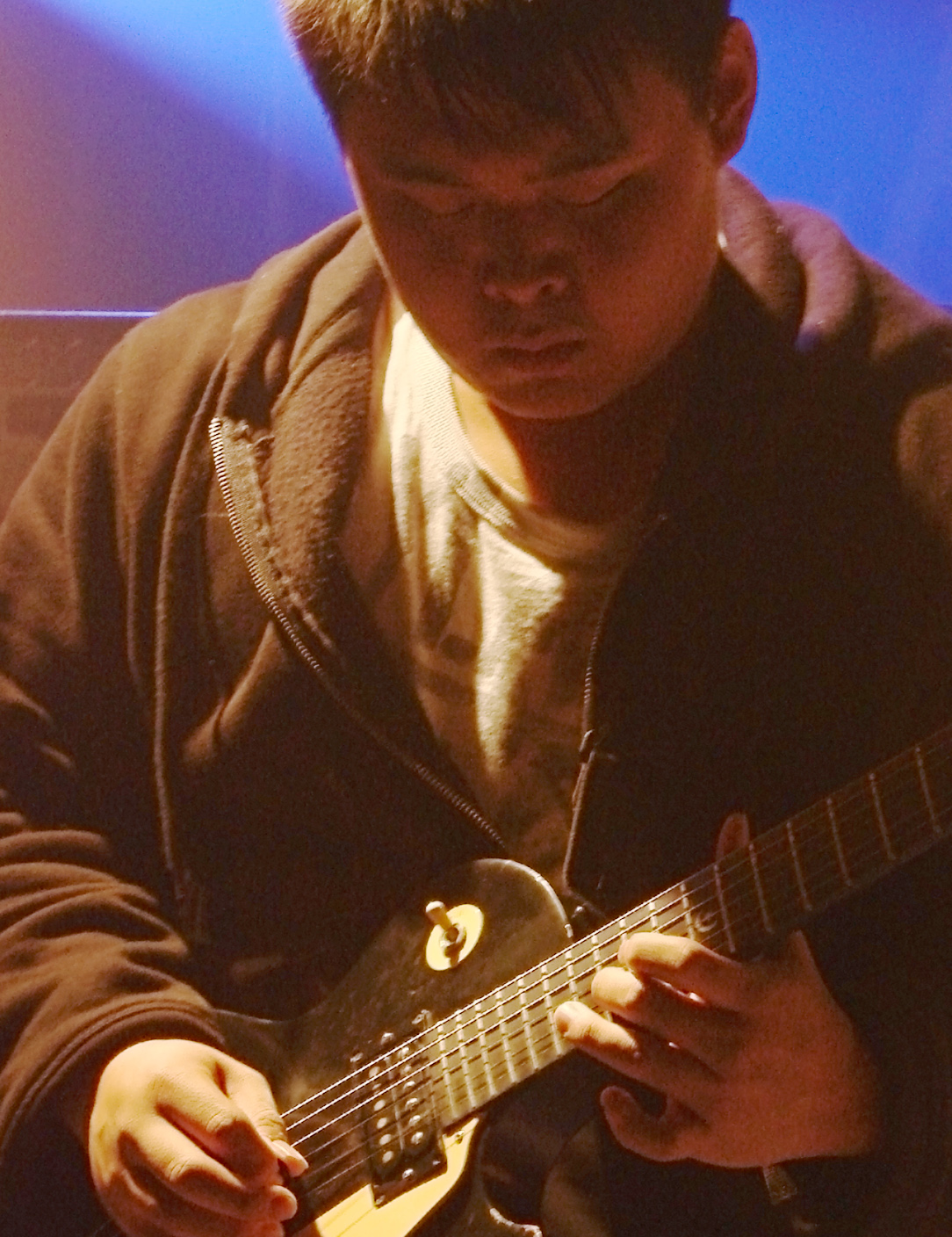
John Li live in Paris (2009)

Die Band verbindet Elemente des Thrash, Death, Black, und Progressive Metal. Die Musik wirkt dabei zugleich brutal und melodisch. Die Texte behandeln für den Death und Black Metal untypische Themen:

„Black metal tends to be about Satan and death metal about the grotesque. That’s not me. You should write about what you know and I know about myself and want to know more about the human journey. […] My favorite lyricist would be Warrel Dane of Nevermore.“

Auch in Sachen Musik verwendet die Band untypische Elemente, so spielte Steve Asheim mehrere Klavierpassagen für das Debütalbum ein:

„I play the paino  pieces for the record. It was very much an attempt to bring other elements in to the band´s repertoire and to broaden our approach to how we can make music. Can we make solo piano seems relevant to heavy metal? I think so – let´s try it and see what everyone else thinks. It´s maybe a risk but I´m willing to take it.“